# 翟方進
翟方進（？—前7年3月14日），字子威，汝南上蔡人，西汉官员。

## 生平
方進父翟公，好學，為郡文學。少孤，家世微贱，年十二三，為汝南太守府（治所上蔡）小吏，性迟钝，办事不效，常遭掾史辱罵，以病归家。誓志“當以經術進，努力為諸生學問。”后辞其后母，欲西至京师受经。母怜其幼，母親與他一起至長安求學，织履以供其读，从博士苦讀《春秋》十餘載。“以射策甲科為郎，二三歲，舉明經，遷議郎”。汉成帝河平中，转为博士。数年，迁朔方太守，居官不烦苛，甚有威名，调任丞相司直。永始二年（前15年），升任御史大夫，旋擢丞相，封高陵侯，號為「通明相」。為王莽視所嫉。
西漢成帝綏和二年（前7年），天文台觀測到了「熒惑守心」的天象，丞相議曹李尋上書：“應變之權，君侯所自明。往者數白，三光垂象，變動見端，山川水泉，反理視患，民人訛謠，斥事感名。三者既效，可為寒心。今提揚眉，矢貫中，狼奮角，弓且張，金歷庫，士逆度，輔湛沒，火守舍，万歲之期，近慎朝暮。上無惻怛濟世之功，下無推讓避賢之效，欲當大位，為具臣以全身，難矣！大責日加，安得但保斥逐之戮？闔府三百余人，唯君侯擇其中，与盡節轉凶。”皇帝信以為真。當年二月壬子（3月14日），翟方進被漢成帝賜了毒酒自殺,諡曰恭侯。翟方進死後一個月，漢成帝突然暴斃。王莽後來居攝，翟方進之子翟義起兵反王莽。

## 星相錯誤
台灣國立清華大學黃一農教授在他的專書《名家專題精講系列—社會天文學史十講》內的其中一篇文章《中國星占學上最凶的天象──「熒惑守心」》提到，現在以電腦推算發現當年並未發生此天象，中國史籍中記載熒惑守心共二十三次，但有十七次是錯誤的。中國歷史上實際發生過的熒惑守心則共有三十八次，且在中國史籍多無記錄。
現代研究表明，導致翟方進死亡的熒惑守心並未實際發生，而是發生了“荧惑守太微, 犯东上相。”，發生記錄錯誤的原因不明，學者推斷可能是因為這兩種星象是同一類型的星占，所以把“荧惑守太微, 犯东上相。”當成了“熒惑守心”，研究认为似乎没有人为主观伪造天象的动机。

## 延伸阅读
[在维基数据编辑]
 《漢書·卷084》，出自班固《漢書》